# Herrarnas fyra utan styrman i rodd vid olympiska sommarspelen 2000
Herrarnas fyra utan styrman i rodd vid olympiska sommarspelen 2000 avgjordes mellan den 17 och 23 september 2000.

## Medaljörer
| Gren              | Guld                                                                     | Silver                                                                   | Brons                                                           |
| Fyra utan styrman | Storbritannien James Cracknell Steve Redgrave Tim Foster Matthew Pinsent | Italien Valter Molea Riccardo Dei Rossi Lorenzo Carboncini Carlo Mornati | Australien James Stewart Ben Dodwell Geoffrey Stewart Bo Hanson |

## Resultat

### Heat

#### Heat 1
| Placering | Roddare                                                              | Land           | Tid     | Noteringar |
| --------- | -------------------------------------------------------------------- | -------------- | ------- | ---------- |
| 1         | James Cracknell, Steve Redgrave, Tim Foster, Matthew Pinsent         | Storbritannien | 6:01,58 | Q          |
| 2         | James Stewart, Ben Dodwell, Geoffrey Stewart, Bo Hanson              | Australien     | 6:05,03 | Q          |
| 3         | Janez Klemenčič, Milan Janša, Rok Kolander, Matej Prelog             | Slovenien      | 6:07,09 | Q          |
| 4         | Valeriu Andruanche, Adrian Bucenschi, Valentin Robu, Florin Corbeanu | Rumänien       | 6:14,00 | R          |
| 5         | Filip Filipić, Ivan Smiljanić, Boban Ranković, Mladen Stegić         | Jugoslavien    | 6:16,46 | R          |

#### Heat 2
| Placering | Roddare                                                                | Land    | Tid     | Noteringar |
| --------- | ---------------------------------------------------------------------- | ------- | ------- | ---------- |
| 1         | Valter Molea, Riccardo Dei Rossi, Lorenzo Carboncini, Carlo Mornati    | Italien | 6:04,59 | Q          |
| 2         | Michael Wherley, Eric Mueller, James Koven, Wolfgang Moser             | USA     | 6:07,36 | Q          |
| 3         | Kjetil Undset, Sture Bjørvig, Steffen Skår Størseth, Nito Simonsen     | Norge   | 6:13,14 | Q          |
| 4         | Paweł Jarosiński, Rafał Smoliński, Artur Rozalski, Arkadiusz Sobkowiak | Polen   | 6:22,00 | R          |

#### Heat 3
| Placering | Roddare                                                      | Land        | Tid     | Noteringar |
| --------- | ------------------------------------------------------------ | ----------- | ------- | ---------- |
| 1         | Daniel Fauche, Antoine Beghin, Laurent Beghin, Giles Bosquet | Frankrike   | 6:08,57 | Q          |
| 2         | Dave Schaper, Scott Brownlee, Toni Dunlop, Rob Hellstrom     | Nya Zeeland | 6:13,60 | Q          |
| 3         | Dirk Meusel, Jörg Diessner, Jan Herzog, Ike Landvoigt        | Tyskland    | 6:13,62 | Q          |
| 4         | Hamdy Elkot, El-Atek Mohamed, Tarek Hamid, Kamal Abdel Rehim | Egypten     | 6:21,10 | R          |

### Återkval

#### Återkval 1
| Placering | Roddare                                                                | Land        | Tid     | Noteringar |
| --------- | ---------------------------------------------------------------------- | ----------- | ------- | ---------- |
| 1         | Filip Filipić, Ivan Smiljanić, Boban Ranković, Mladen Stegić           | Jugoslavien | 6:09,69 | Q          |
| 2         | Valeriu Andrunache, Adrian Bucenschi, Valentin Robu, Florin Corbeanu   | Rumänien    | 6:11,24 | Q          |
| 3         | Hamdy Elkot, El-Atek Mohamed, Tarek Hamid, Kamal Abdel Rehim           | Egypten     | 6:13,73 | Q          |
| 4         | Paweł Jarosiński, Rafał Smoliński, Artur Rozalski, Arkadiusz Sobkowiak | Polen       | 6:15,75 |            |

### Semifinaler

#### Semifinal 1
| Placering | Roddare                                                              | Land           | Tid     | Noteringar |
| --------- | -------------------------------------------------------------------- | -------------- | ------- | ---------- |
| 1         | James Cracknell, Steve Redgrave, Tim Foster, Matthew Pinsent         | Storbritannien | 6:02,28 | A          |
| 2         | Janez Klemenčič, Milan Janša, Rok Kolander, Matej Prelog             | Slovenien      | 6:04,07 | A          |
| 3         | Michael Wherley, Eric Mueller, James Koven, Wolfgang Moser           | USA            | 6:05,80 | A          |
| 4         | Daniel Fauche, Antoine Beghin, Laurent Beghin, Giles Bosquet         | Frankrike      | 6:07,77 | B          |
| 5         | Dirk Meusel, Jörg Diessner, Jan Herzog, Ike Landvoigt                | Tyskland       | 6:15,12 | B          |
| 6         | Valeriu Andrunache, Adrian Bucenschi, Valentin Robu, Florin Corbeanu | Rumänien       | 6:15,14 | B          |

#### Semifinal 2
| Placering | Roddare                                                             | Land        | Tid     | Noteringar |
| --------- | ------------------------------------------------------------------- | ----------- | ------- | ---------- |
| 1         | James Stewart, Ben Dodwell, Geoffrey Stewart, Bo Hanson             | Australien  | 6:02,03 | A          |
| 2         | Valter Molea, Riccardo Dei Rossi, Lorenzo Carboncini, Carlo Mornati | Italien     | 6:02,31 | A          |
| 3         | Dave Schaper, Scott Brownlee, Toni Dunlop, Rob Hellstrom            | Nya Zeeland | 6:05,33 | A          |
| 4         | Kjetil Undset, Sture Bjørvig, Steffen Skår Størseth, Nito Simonsen  | Norge       | 6:08,55 | B          |
| 5         | Filip Filipić, Ivan Smiljanić, Boban Ranković, Mladen Stegić        | Jugoslavien | 6:08,82 | B          |
| 6         | Hamdy Elkot, El-Atek Mohamed, Tarek Hamid, Kamal Abdel Rehim        | Egypten     | 6:21,22 | B          |

### Finaler

#### Final B
| Placering | Roddare                                                              | Land        | Tid     | Noteringar |
| --------- | -------------------------------------------------------------------- | ----------- | ------- | ---------- |
| 1         | Daniel Fauche, Antoine Beghin, Laurent Beghin, Giles Bosquet         | Frankrike   | 6:01,29 |            |
| 2         | Filip Filipić, Ivan Smiljanić, Boban Ranković, Mladen Stegić         | Jugoslavien | 6:01,54 |            |
| 3         | Kjetil Undset, Sture Bjørvig, Steffen Skår Størseth, Nito Simonsen   | Norge       | 6:04,28 |            |
| 4         | Valeriu Andrunache, Adrian Bucenschi, Valentin Robu, Florin Corbeanu | Rumänien    | 6:06,73 |            |
| 5         | Dirk Meusel, Jörg Diessner, Jan Herzog, Ike Landvoigt                | Tyskland    | 6:08,11 |            |
| 6         | Hamdy Elkot, El-Atek Mohamed, Tarek Hamid, Kamal Abdel Rehim         | Egypten     | 6:08,37 |            |

#### Final A
| Placering | Roddare                                                             | Land           | Tid     | Noteringar |
| --------- | ------------------------------------------------------------------- | -------------- | ------- | ---------- |
| 1         | James Cracknell, Steve Redgrave, Tim Foster, Matthew Pinsent        | Storbritannien | 5:56,24 |            |
| 2         | Valter Molea, Riccardo Dei Rossi, Lorenzo Carboncini, Carlo Mornati | Italien        | 5:56,62 |            |
| 3         | James Stewart, Ben Dodwell, Geoffrey Stewart, Bo Hanson             | Australien     | 5:57,61 |            |
| 4         | Janez Klemenčič, Milan Janša, Rok Kolander, Matej Prelog            | Slovenien      | 5:58,34 |            |
| 5         | Michael Wherley, Eric Mueller, James Koven, Wolfgang Moser          | USA            | 6:02,34 |            |
| 6         | Dave Schaper, Scott Brownlee, Toni Dunlop, Rob Hellstrom            | Nya Zeeland    | 6:09,13 |            |